# Triton marbré
Triturus marmoratus
Espèce
Synonymes
- Triton gesneri Laurenti, 1768
- Salamandra marmorata Latreille, 1800
- Salamandra variegata Bory de Saint-Vincent, 1828
- Salamandra elegans Lesson, 1839
- Salamandra marbree Dugès, 1852
- Molge blasiusi Bedriaga, 1897 "1896"

Statut de conservation UICN

VU : Vulnérable
Triturus marmoratus, le Triton marbré, est une espèce d'urodèles de la famille des Salamandridae.

## Répartition

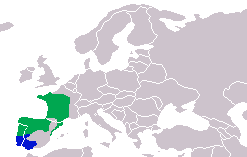
En vert, aire de répartition de Triturus marmoratus.

Cette espèce se rencontre en Espagne, au Portugal et dans le Sud-Ouest et plus rarement dans le Nord-Ouest de la France.

## Habitat
Il vit dans les plaines et collines, près de points d'eau (mares, fossés, puits, sous terre…).

## Description
Triturus marmoratus mesure entre 12 et 18 cm, ce qui en fait un triton de grande taille pour une espèce européenne.  Les femelles sont un peu plus grandes que les mâles. Son corps est relativement trapu, avec des pattes massives et une large tête. Sa queue est assez longue et aplatie verticalement.
La couleur de base est le noirâtre marbré de taches bien vertes sur tout le corps, sauf le ventre qui est assez uniformément sombre et un peu moucheté de grains clairs. Les deux sexes présentent une ligne rouge-orangé vif le long de la colonne vertébrale en phase terrestre. Cette ligne rouge disparait chez le mâle durant la phase aquatique pour se transformer en crête dorsale, haute et non dentée (contrairement à celle du triton crêté qui est dentée). Les femelles n'ont pas de crête et conservent cette ligne rouge durant la phase aquatique.  

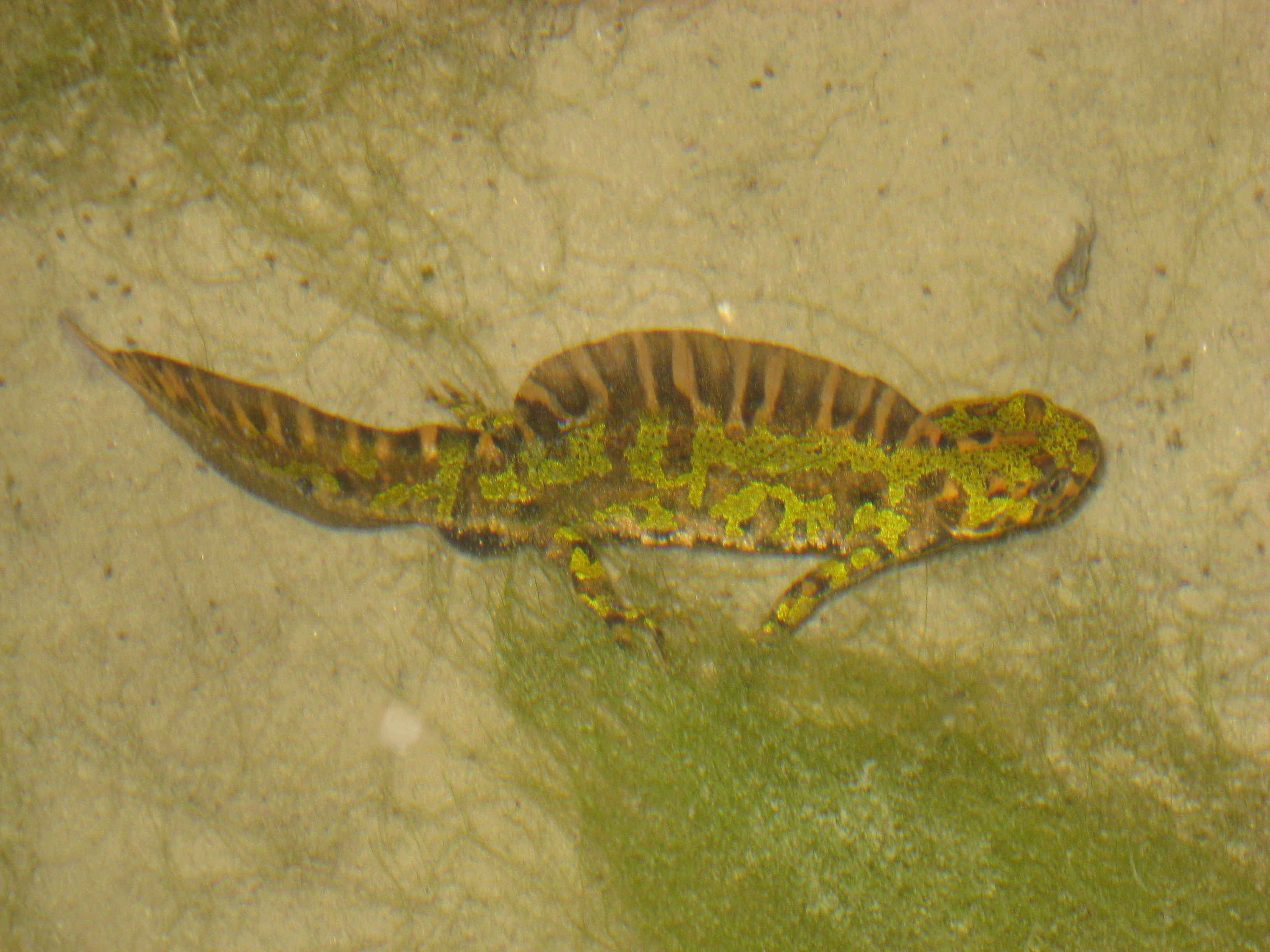
Triturus marmoratus mâle en phase aquatique, reconnaissable à sa haute crête non dentée.
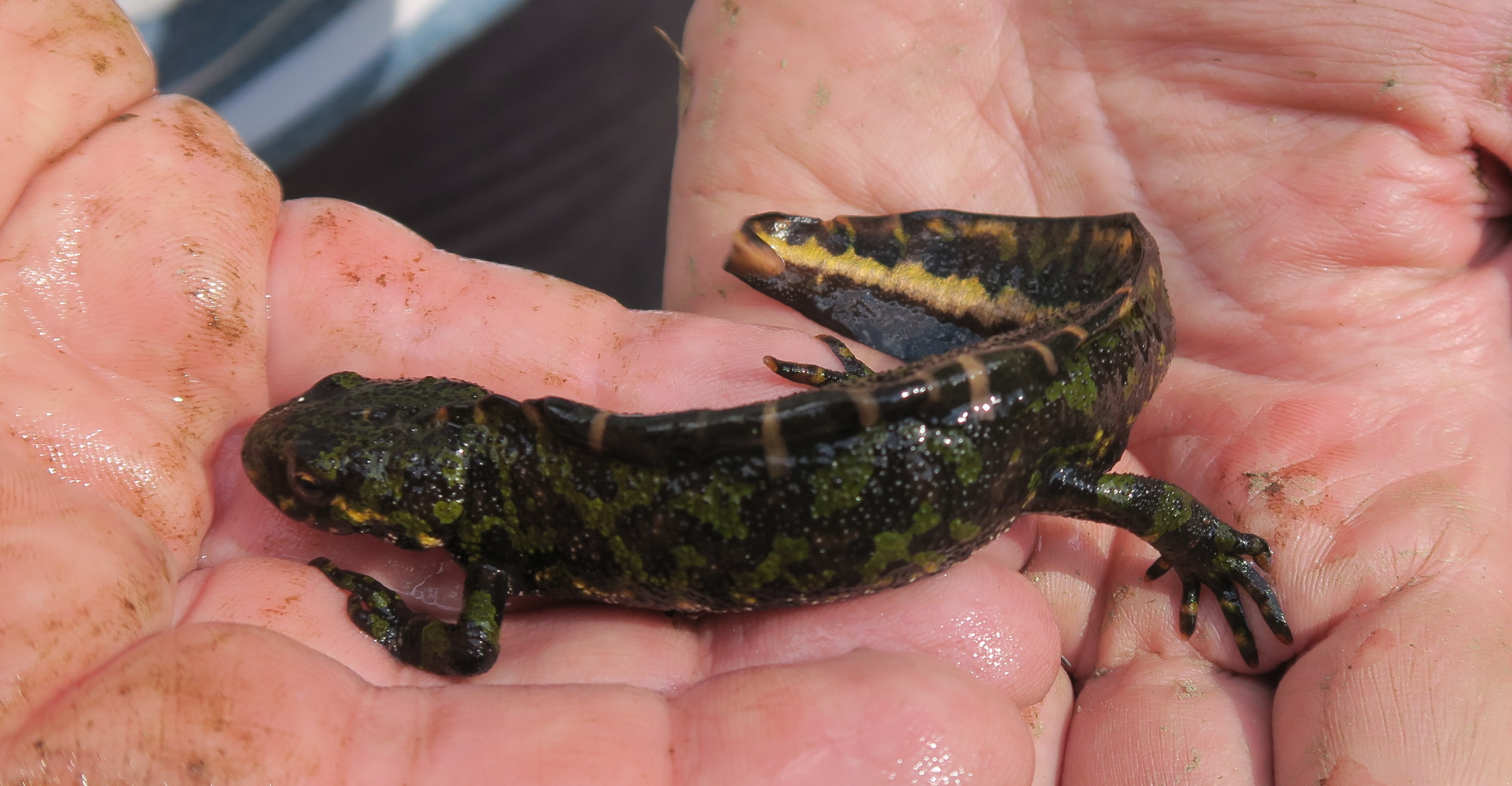
Triton marbré mâle de Corrèze (phase aquatique).
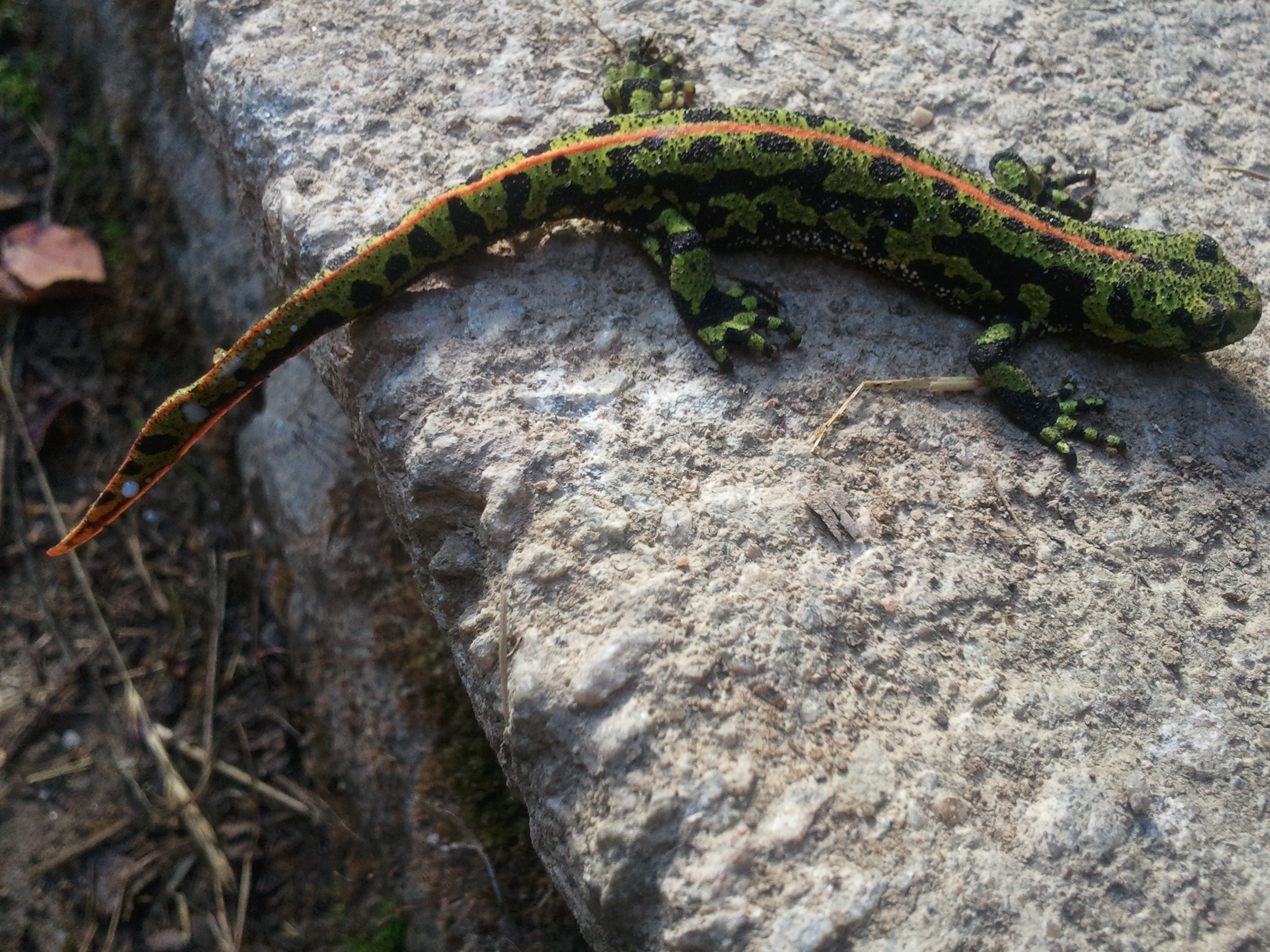
Triton marbré en phase terrestre.
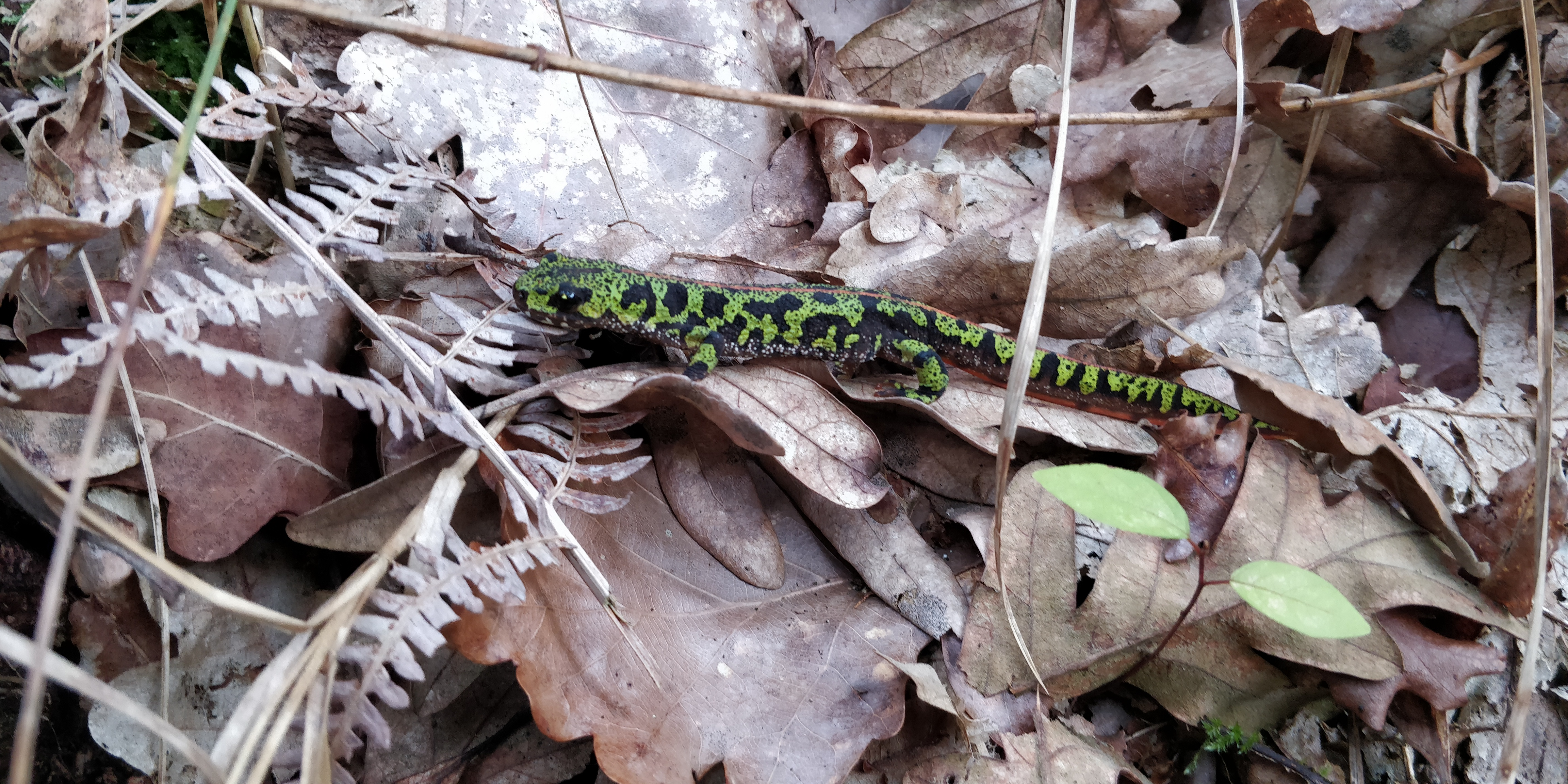
Triton marbré vu dans les Landes.
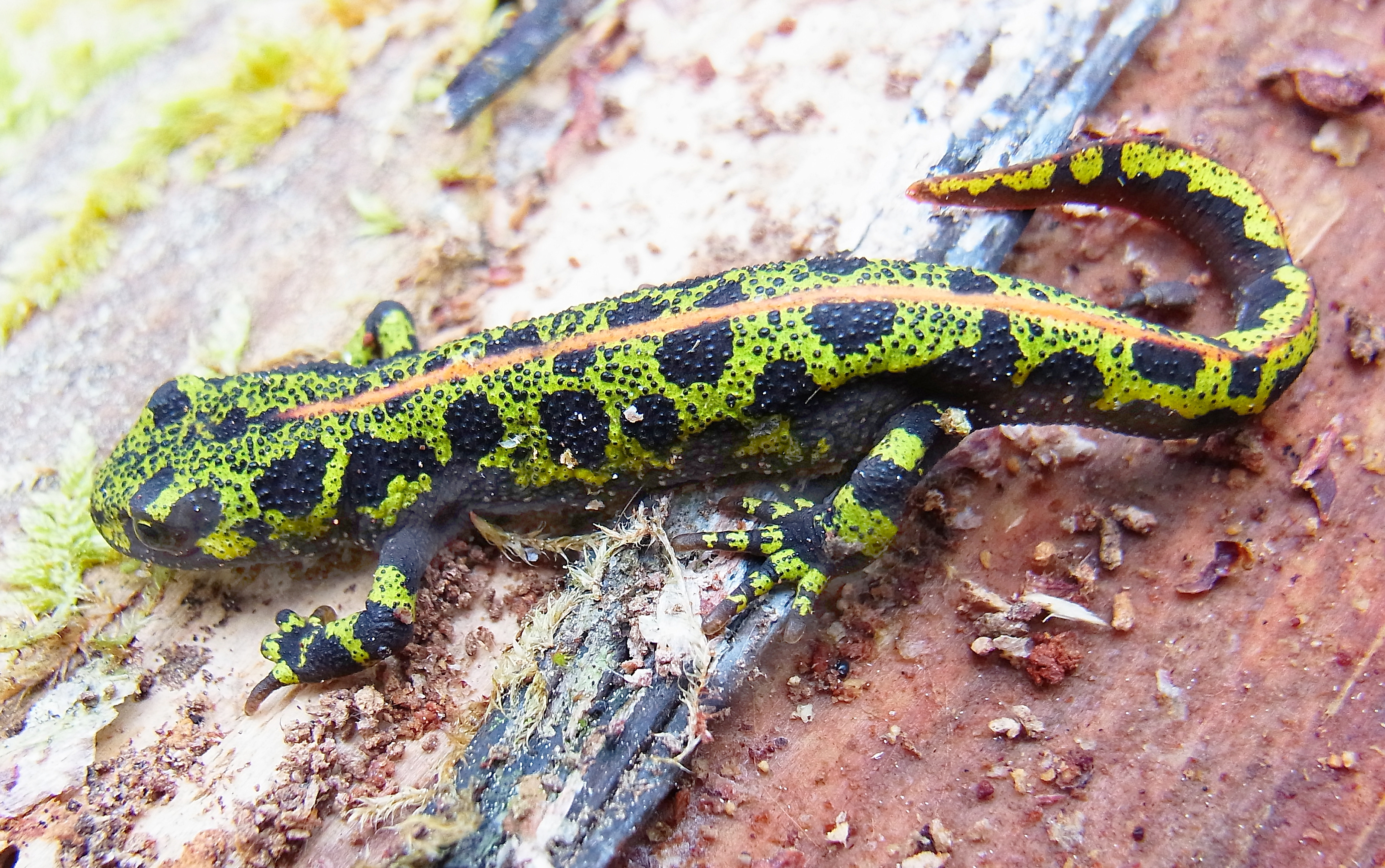
Triton marbré. En phase terrestre, mâles et femelles se ressemblent.

## Reproduction
La reproduction débute au printemps et peut durer deux à trois mois. Le mâle exécute une parade nuptiale, durant laquelle il entoure la femelle en agitant la queue. Lors de l'accouplement, le mâle dépose un spermatophore qui est absorbé par le cloaque de la femelle. Celle-ci pond jusqu'à une centaine d'œufs déposés de façon isolée sur la végétation aquatique.
Les larves sont noires et mesurent environ un centimètre à l'éclosion. Elles consomment divers petits invertébrés et leurs larves, jusqu'à leur métamorphose en adultes, ce qui survient durant l'été.

## Hybridation
Le triton marbré s'hybride parfois avec le triton crêté. Le produit de cette hybridation est le triton de Blasius.

## Taxinomie
Auparavant il existait deux sous-espèces : Triturus marmoratus marmoratus et Triturus marmoratus pygmaeus. Cette dernière a été élevée au rang d'espèce sous le nom de Triturus pygmaeus.

## Publication originale
- Latreille, 1800 : Histoire naturelle des Salamandres de France, Précédée d'un Tableau Méthodique des Autres Reptiles Indigènes. Paris, Imprimerie de Crapelet (texte intégral).